# 婦女新姿
《婦女新姿》（英語：Woman Today）是香港電視廣播有限公司1981年10月5日至1992年2月3日的電視節目。節目逢星期一至五下午於無綫電視翡翠台《午間新聞》後播出。主要對象為下午在家的家庭主婦。節目內容包羅萬有，包括資訊、健康、生活、飲食、消閒、日劇等多個方面。其中播放經典日劇《阿信的故事》及李曾鵬展主持《今晚食乜餸》環節最為深入民心。
其同類電視節目，為麗的/亞視自1975年播出的《下午茶》以及1982年下午直播的《午間小敘》。
1986年1月4日至1990年9月1日，電視台更輯錄同一星期的節目精華，於星期六下午特設的《週末新姿》播出。
節目於1992年2月3日結束，由《都市閒情》及再其後的《流行都市》繼承其功能。1992年2月3日星期一，本節目播放最後一集。

## 主持
- 陳齊頌（1981 - 1986）
- 森　森（1981 - 1983）
- 南　紅（1983）
- 王愛明（1984 - 1991）
- 李琳琳（1986 - 1992）
- 李香琴（1983 - 1984）
- 秦　沛（1983 - 1984）
- 朱維德（1985 - 1992）
- 曾近榮
- 馬清儀
- 陳寶儀（1990 - 1992）
- 翁美玲（1982 - 1983）
- 寇鴻萍
- 沈金玲（1982 - 1984）
- 夏淑敏（1985）
- 黃媛筠
- 黃明煜（1985 - 1989）
- 李自約
- 馬漢琴
- 薛彩霞
- 吳凱珊（? - 1991）
- 鄺佐輝
- 李　我（1986；主持「李我講古」環節）
- 李錦聯（198x - 1991）

## 客串主持
- 李司棋
- 鄭裕玲
- 湘　漪
- 關菊英
- 陳玉蓮

## 香港太太競選
《婦女新姿》節目曾於1987年舉辦《香港太太競選》，並於1987年4月5日舉行，冠軍為龐曹聖玉。